# Beer Hackett
Beer Hackett – wieś i civil parish w Anglii, w hrabstwie Dorset, w dystrykcie (unitary authority) Dorset. Leży 25 km na północny zachód od miasta Dorchester i 183 km na zachód od Londynu.